# Dale Dye
Dale Dye, ameriški častnik, novinar, urednik, najemnik in filmski igralec, * 8. oktober 1944, Cape Girardeau, Missouri, ZDA.

## Življenje
Diplomiral je na Missouri Military Academy kot kadet-častnik, nakar je 1964 vstopil v Korpus mornariške pehote Združenih držav Amerike. 
Opravil je dve turi med vietnamsko vojno (1965 in 1967-1970). V tem času je sodeloval v 31 večjih vojaških operacijah, bil trikrat ranjen in odlikovan za svoje zasluge. Med 1982 in 1983 je služil v Beirut Peacekeeping Force. 1984 se je upokojil in pridružil reviji Soldier of Fortune kot urednik in novinar. Kot najemnik je bil poslan v Salvador in Nikaragvo, kjer je učil gverilsko bojevanje. Po enoletnem delu v reviji je ustanovil lastno podjetje Warriors, Inc. (Kalifornija), ki je specializirano za urjenje igralcev v vojnih filmih ter svetovanje za vojaške zadeve. Dye je sodeloval pri več filmih kot vojaški svetovalec in v več kot 40 je tudi odigral manjše vloge.

## Vojaška kariera

### Odlikovanja
- bronasta zvezda
- tri škrlatna srca

### Napredovanja
- marinec - 1964
- warrant officer - 1976

## Filmografija
1. The Great Raid (2005)
2. »The Conquerors« (2005)
3. Medal of Honor: Rising Sun (2003)
4. Missing Brendan (2003)
5. 44 Minutes: The North Hollywood Shoot-Out (2003)
6. Medal of Honor: Allied Assault (2002)
7. Spy Game (2001)
8. »Band of Brothers« (2001)
9. Rules of Engagement (2000)
10. Medal of Honor (1999)
11. A Table for One (1999)
12. Mutiny (1999)
13. Saving Private Ryan (1998)
14. Operation Delta Force II: Mayday (1998)
15. Starship Troopers (1997)
16. Rough Riders (1997)
17. Trial and Error (1997)
18. Within the Rock (1996)
19. Mission: Impossible (1996)
20. Sgt. Bilko (1996)
21. Under Siege 2: Dark Territory (1995)
22. Outbreak (1995)
23. The Puppet Masters (1994)
24. Blue Sky (1994)
25. Natural Born Killers (1994)
26. Uncivilized (1994)
27. Guarding Tess (1994)
28. Heaven & Earth (1993)
29. Cover Story (1993)
30. Under Siege (1992)
31. Dead On: Relentless II (1992)
32. JFK (1991)
33. Mission of the Shark: The Saga of the U.S.S. Indianapolis (1991)
34. Kid (1991)
35. The Servants of Twilight (1991)
36. The Court-Martial of Jackie Robinson (1990)
37. Fire Birds (1990)
38. The Fourth War (1990)
39. Spontaneous Combustion (1990)
40. Always (1989)
41. Born on the Fourth of July
42. The Favorite (1989)
43. Casualties of War (1989)
44. 84C MoPic (1989)
45. The Neon Empire (1989)
46. »Supercarrier« (1988)
47. Billionaire Boys Club (1987)
48. Vod smrti (1986)
49. Invaders from Mars (1986)